# Бромли (колледж)
Колледж дополнительного и высшего образования Бро́мли (англ. Bromley College of Further and Higher Education), выступающий под фирменным наименованием «Лондонские колледжи Юго-Востока» (англ. London South East Colleges, LSEC), является крупным колледжем дополнительного высшего профессионального образования. Колледж расположен в Бромли, к юго-востоку от Лондона (Великобритания). Это колледж-партнёр шести из 12 школ Университета Гринвича. LSEC был создан в 2016 году путем слияния колледжей Бромли, муниципального колледжа Гринвича и колледжа Бексли. Крупнейший кампус колледжа находится в городе Бромли, другие кампусы расположены в Эрите, Пламстеде и Орпингтоне.

## История и объекты

### Бромли и Орпингтон

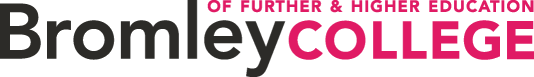
Старый логотип колледжа Бромли

Кампус Бромли находится к югу от центра города Бромли на шоссе A21. Колледж Бромли был основан в 1959 году. 1 августа 2011 года он объединился с Орпингтонским колледжем, который стал его кампусом в Орпингтоне. Построенный в 1972 году башенный корпус колледжа Орпингтон был самым высоким зданием в Орпингтоне. В ноябре 2008 года во время строительства было обнаружено бомбоубежище времён Второй мировой войны. Оно было засыпано при строительстве торгового центра Walnuts.
В 2008 году в кампусе Орпингтон был проведён капитальный ремонт стоимостью 26 миллионов фунтов стерлингов. Здания, построенные более 30 лет назад, были снесены и был построен новый высокотехнологичный, экологически чистый четырёхэтажный корпус, а существующий 10-этажный корпус был отремонтирован. В новом здании разместился учебно-информационный центр. В новой библиотеке есть читальный зал, и новая комната отдыха для студентов. После конкурса, проведённого колледжем, новое здание было названо «Озон» (студент-победитель — Мартин Бейкер). Оно было официально открыто 14 апреля 2011 года мэром в сопровождении Джейсона Донована, который открыл мемориальную доску.
1 августа 2016 года Колледж дополнительного и высшего образования Бромли объединился с Колледжем Бексли и Общественным колледжем Гринвича и получил фирменное наименование «Лондонские колледжи Юго-Востока». Это фирменное наименование Колледжа дополнительного и высшего образования Бромли является его официальным наименованием.

### Гринвич
Кампус колледжа дополнительного и высшего образования Бромли (LSEC) в Гринвиче находится на Пламстед-роуд между Вулиджем и Пламстедом. В ходе инспекции Ofsted в 2010 году колледж был признан в целом «удовлетворительным», а программы по спорту, отдыху и туризму, а также обеспечение экзаменов по английскому языку ESOL — «хорошим».
Этот колледж был основан в 1921 году как Вулиджский колледж дополнительного образования. В 1998 году Вулиджский колледж объединился с Гринвичским муниципальным колледжем, для выполнения контракта на обучение взрослых и предоставление общественного обучения для Лондонского боро Гринвич. В 2016 году Гринвичский муниципальный колледж стал частью LSEC.

### Бексли
Кампус LSEC Бексли находится в Эрите. Он ведёт свою историю c 1906 года, когда здание было построено по проекту архитектора Уильяма Эгертона, а затем открыто в 1907 году как «Эритский технический институт». Оно находится на жилой улице Эрит-роуд, на востоке района, на пересечении Эрит-роуд и Аппер-Холли-Хилл-роуд. Некоторое время в этом здании находилась также школа округа Эрит.
Ранее он был известен как Эритский технологический колледж (ECOT), в котором выдавались обыкновенные национальные дипломы OND по технологии и обычные национальные сертификаты ONC, а также высшие национальные свидетельства HNC по электротехнике и электронике наряду с уровнями A и другими профессиональными курсами по машиностроению, косметологии, парикмахерскому искусству, менеджменту и строительству.
На территории бывшего кампуса колледжа Святого Иосифа по адресу Вулвич-роуд, 269 (A206) рядом с Бостолл-Хит в Эбби-Вуд до 1979 года располагалась католическая школа для девочек — гимназия при монастыре Святого Иосифа; также существовал кампус на Мэйн-роуд в Сидкапе. Оба участка были проданы под жилищное строительство, главным образом, для получения дохода для колледжа. В 1971 году на Тауэр-роуд в Бельведере был построен новый кампус, который в 1993 году стал называться Колледжем Бексли. В кампусе Холли-Хилл, внесённом в Британский реестр зданий — объектов культурного наследия, предлагались инженерные и строительные курсы.
В 2014 году открылся новый главный кампус в центре города Эрит, недалеко от вокзала на Стоунвуд-роуд / Уолнат-Три-роуд. Предыдущий главный кампус на Тауэр-роуд в Бельведере был закрыт, и был перестроен новыми владельцами под жилой комплекс. Кампус на Уолнат-Три-роуд в Эрите был построен с учетом экологических требований: с котельными на биомассе, светодиодным освещением и смывом дождевой водой в туалетах. В 2016 году колледж Бексли объединился с колледжами Бромли и Гринвич и, таким образом, стал кампусом LSEC в Бексли.
В популярной культуре — драма канала E4 Плохие снималась в Темзмиде. Многие сцены происходят вокруг озера Саутмир, а колледж Бексли использовался в качестве декорации.

## Академическая организация
В сфере дополнительного образования колледж предлагает широкий выбор профессиональных курсов. В сентябре 2014 года в кампусе Орпингтон открылся новый колледж индустрии гостеприимства, питания и предпринимательства. Колледж Бромли открыл коммерческий учебный ресторан, который открыт для посетителей.
Партнерские отношения колледжа Бромли с Гринвичским университетом и Кентерберийским университетом церки Христа позволяют им предлагать ряд курсов, обеспечивающих возможность получения высшего образования.
Детский университет Бромли был открыт в сентябре 2014 года при первоначальной поддержке Национального детского университета — национальной программы, направленной на повышение социальной мобильности и устремлений среди детей.

## Известные выпускники
- Ханиф Курейши — писатель, учился в колледже Бромли[20].
- Питер Уиттл[англ.] — член Лондонской ассамблеи, основатель и директор Форума новой культуры[англ.], а также бывший заместитель лидера Партии независимости Соединённого Королевства, учился в колледже Бромли[21].
- Джемма Гиббонс — серебряный призер Олимпийских игр 2012 года в Лондоне по дзюдо, училась (2004–2006) в Гринвичском муниципальном колледже.
- Сэм Бейли, колледж Бексли.
- Нил Лоусон[англ.], колледж Бексли.
- Генри Мерритт[англ.] (1899—1974), колледж Бексли.
- Линда Смит, стендап-комик, комик Radio 4 и BBC2, колледж Бексли[22].
- Кейт Буш, британская певица, композитор и музыкант-мультиинструменталист, известная благодаря песне Wuthering Heights, изучала фортепиано и скрипку в гимназии монастыря Святого Иосифа.
- Жан Лиминг[англ.] (урожденная Аткинс), диктор новостей BBC News в 1980—1990 годах, училась в гимназии монастыря Святого Иосифа.
- Дэвид Эвеннетт[англ.], консерватор, член парламента от избирательного округа Бекслихит и Крейфорд и бывший член парламента от избирательного округа Эрит и Крейфорд[англ.] с 1983 по 1997 год, был учителем в колледже Бексли.